# Departamento de General Obligado
Departamento de General Obligado är en kommun i Argentina.   Den ligger i provinsen Santa Fe, i den nordöstra delen av landet, 700 km norr om huvudstaden Buenos Aires. Antalet invånare är 166 436. Arean är 10 928 kvadratkilometer.
Terrängen i Departamento de General Obligado är mycket platt.
Trakten runt Departamento de General Obligado består i huvudsak av gräsmarker. Runt Departamento de General Obligado är det glesbefolkat, med 16 invånare per kvadratkilometer.